# Język twi
Język twi – jeden z nigero-kongijskich języków Afryki Zachodniej, uważany za odmianę języka akan, używany na terytorium Ghany. 
Występują w nim tzw. tony gramatyczne, różnicujące aspekty gramatyki, np. ómfá („on musi wziąć”), ômfá („on nie wziął”). Dialekty twi: Ahafo, Akuapem, Akyem, Asante, Asen, Dankyira, Kwawu.